# کبور (کانتون فرانسه)

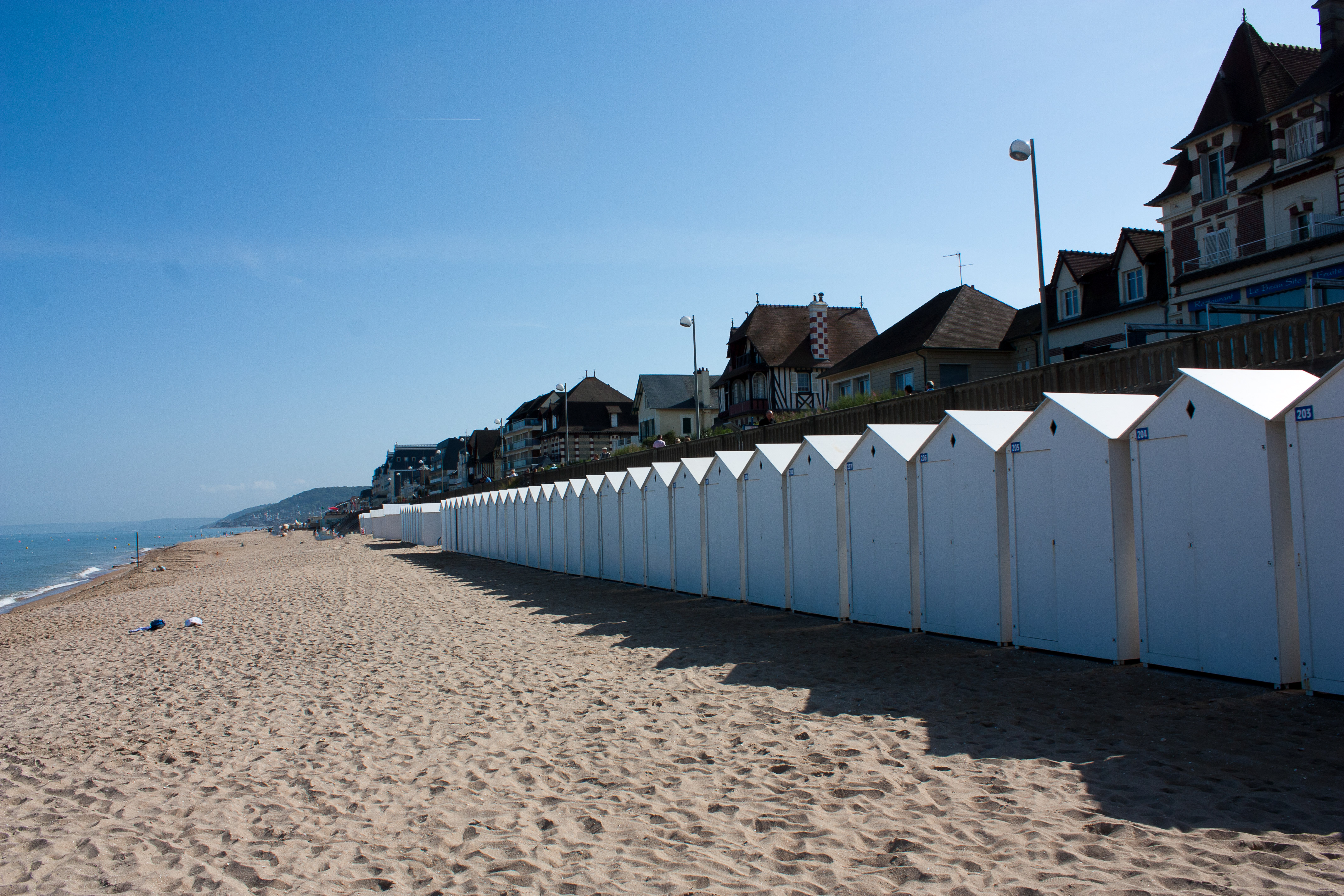
ساحل کَـبور

کَـبور (به فرانسوی: Cabourg) یکی از کانتون‌های فرانسه و یک منطقهٔ مسکونی در فرانسه است که در دپارتمان کالوادوس واقع شده‌است.مرکز این کانتون، شهر کَـبور است.